# Biosatellite 1

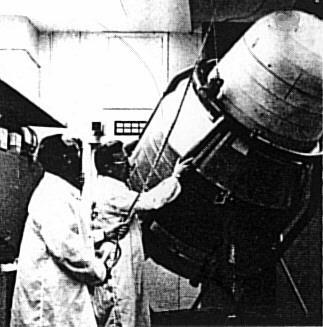
Biosatellite 1 em preparação por cientistas para a sua primeira missão.

O Biosatellite 1, também conhecido abreviadamente como Biosat 1 e como Biosatellite A, foi um satélite artificial não tripulado dos Estados Unidos pertencente ao programa Biosatellite para pesquisas biológicas. Foi lançado em 14 de dezembro de 1966 por um foguete Delta G a partir do complexo de lançamento 17A do Estação da Força Aérea de Cabo Canaveral.

## Características
O Biosatellite 1 foi o primeiro da série de satélites Biosatellite. Foi lançado em uma órbita inicial de 296 km de perigeu, 309 km de apogeu e 33,5 graus de graus de inclinação orbital, com período de 90,5 minutos.
O Biosatellite 1 levava a bordo diversas espécimes para o estudo dos efeitos do ambiente espacial nos processos biológicos. A cápsula que devia regressar a terra se separou do veículo corretamente, mas seus foguetes não funcionaram, pelo qual não foi possível recuperar a cápsula como o previsto e não se obtiveram dados científicos. Reentrou na atmosfera incontrolavelmente, devido ao atrito atmosférico, em 15 de fevereiro de 1967.